# Đội tuyển bóng đá quốc gia Samoa thuộc Mỹ
Đội tuyển bóng đá quốc gia Samoa thuộc Mỹ (tiếng Samoa: Au soka Amerika Sāmoa) đại diện cho Samoa thuộc Mỹ trong các giải bóng đá quốc tế nam và được quản lý bởi Liên đoàn Bóng đá Samoa thuộc Mỹ, cơ quan quản lý bóng đá tại vùng lãnh thổ này. Sân nhà của đội là Sân vận động bóng đá Pago Park ở Pago Pago.

## Lịch sử

### Thời kỳ đầu
Năm 1983, Samoa thuộc Mỹ lần đầu tiên tham gia đội bóng đá tại Đại hội Thể thao Nam Thái Bình Dương. Trận đấu chính thức đầu tiên của họ diễn ra tại Apia, Tây Samoa vào ngày 20 tháng 8 năm 1983, với kết quả thua 1-3 trước Tây Samoa. Hai ngày sau, họ giành chiến thắng đầu tiên với tỷ số 3-0 trước Wallis và Futuna, nhưng sau đó bị loại ở vòng bảng sau khi thua Tonga 2-3 vào ngày 24 tháng 8.
Năm tiếp theo, Hiệp hội Bóng đá Samoa thuộc Mỹ (ASFA), nay gọi là Liên đoàn Bóng đá Samoa thuộc Mỹ (FFAS), được thành lập và bắt đầu quản lý đội tuyển quốc gia.
Sau khi thi đấu tại Đại hội Thể thao Nam Thái Bình Dương 1987 và Cúp Polynesia 1994, ASFA trở thành thành viên chính thức của Liên đoàn bóng đá châu Đại Dương (OFC) và FIFA, cho phép họ lần đầu tham gia vòng loại World Cup. Samoa thuộc Mỹ ghi nhận trận đấu quốc tế đầu tiên được FIFA công nhận tại Cúp Polynesia 1998 ở Rarotonga, Quần đảo Cook, khi thua Tonga 0-3 vào ngày 2 tháng 9.

#### Kỷ lục trận thua đậm nhất lịch sử bóng đá quốc tế
Trong chiến dịch vòng loại FIFA World Cup 2002 vào tháng 4 năm 2001, Samoa thuộc Mỹ đã lập kỷ lục thua đậm nhất trong lịch sử bóng đá quốc tế khi thua Úc với tỷ số 0-31. Trận đấu này đã gây tranh cãi về cách tổ chức vòng loại, và khiến phía Úc đề xuất nên có vòng loại sơ bộ để tránh những trận đấu quá chênh lệch. FIFA cũng đồng tình với ý kiến này và bắt đầu áp dụng vòng loại sơ bộ ở khu vực châu Đại Dương từ World Cup 2006.

### Giai đoạn trì trệ
Từ khi gia nhập FIFA, Samoa thuộc Mỹ thường được xem là một trong những đội bóng yếu nhất thế giới. Đến tháng 11 năm 2011, họ từng là đội đứng cuối bảng xếp hạng FIFA cùng với một đội khác.
Ngày 23 tháng 11 năm 2011, Samoa thuộc Mỹ có chiến thắng FIFA chính thức đầu tiên sau 38 trận thua liên tiếp, khi đánh bại Tonga 2-1 ở vòng loại World Cup 2014. 
Nỗ lực của đội tuyển trong quá trình tranh vé dự World Cup 2014 được ghi lại trong bộ phim tài liệu của Anh năm 2014 mang tên Next Goal Wins, do Mike Brett và Steve Jamison đạo diễn. Tháng 10 năm 2015, đội đạt thứ hạng FIFA cao nhất lịch sử khi đứng thứ 164 sau 2 chiến thắng liên tiếp trước Tonga và Quần đảo Cook tại vòng loại World Cup 2018.
Sau khi thi đấu tại Đại hội Thể thao Thái Bình Dương 2019, Samoa thuộc Mỹ bị loại khỏi bảng xếp hạng FIFA do không thi đấu trong hơn 4 năm, phần lớn vì ảnh hưởng của đại dịch COVID-19 khiến họ phải bỏ cuộc ở vòng loại World Cup 2022 và Cúp bóng đá châu Đại Dương 2020 bị hủy. Đội sẽ trở lại thi đấu tại Đại hội Thể thao Thái Bình Dương 2023.

#### Vấn đề nguồn cầu thủ
Samoa thuộc Mỹ gặp nhiều khó khăn một phần vì quy mô dân số nhỏ, nhiều cầu thủ tiềm năng phải ra nước ngoài học tập hoặc làm việc, hoặc chuyển sang chơi các môn thể thao khác như bóng chày. Một trở ngại khác là quy định về quốc tịch quốc tế: cầu thủ phải có quốc tịch của nước mình đại diện, trong trường hợp Samoa thuộc Mỹ là quốc tịch Mỹ. Người sinh ra ở Samoa thuộc Mỹ là công dân Mỹ, các công dân nước ngoài nhập cư vào American Samoa, họ chiếm khoảng một phần ba dân số của nơi này, nhưng họ không được cấp quốc tịch Mỹ. Đội tuyển có thể cân nhắc tuyển cầu thủ từ Hoa Kỳ như các đội bóng của các vùng lãnh thổ Thái Bình Dương khác, ví dụ như Tahiti sử dụng cầu thủ từ Pháp đại lục.

## Giải vô địch bóng đá thế giới
Sau khi gia nhập FIFA vào năm 1998, Samoa thuộc Mỹ lần đầu tiên tham gia vòng loại FIFA World Cup 2002. Họ đã tham gia vòng loại cho các kỳ World Cup tiếp theo nhưng chưa bao giờ vượt qua được vòng đầu tiên. Lần gần nhất họ suýt lọt vào vòng hai là ở vòng loại World Cup 2018, khi họ thắng hai trong ba trận đấu và chỉ thiếu may mắn vì kém hơn về hiệu số bàn thắng bại.
| FIFA World Cup | FIFA World Cup | FIFA World Cup             | FIFA World Cup    | FIFA World Cup  | FIFA World Cup  | FIFA World Cup  | FIFA World Cup  | FIFA World Cup  |             | Qualification | Qualification | Qualification | Qualification | Qualification | Qualification | Qualification | Qualification |
| Year           | Host | Round                      | Pld               | W               | D               | L               | F               | A               | Kết quả     | ST            | T             | H             | B             | BT            | BB            | Nguồn         |               |
| -------------- | --- | -------------------------- | ----------------- | --------------- | --------------- | --------------- | --------------- | --------------- | ----------- | ------------- | ------------- | ------------- | ------------- | ------------- | ------------- | ------------- | ------------- |
| 1930 to 1998   | 1930 to 1998 | Not a FIFA member          | Not a FIFA member |                 |                 |                 |                 |                 |             |               |               |               |               |               |               |               |               |
| 2002           | Japan South Korea | Did not qualify            | Did not qualify   | Did not qualify | Did not qualify | Did not qualify | Did not qualify | Did not qualify | Group – 5th | 4             | 0             | 0             | 4             | 0             | 57            | [ 25 ]        |               |
| 2006           | Germany | First round group – 5th[A] | 4                 | 0               | 0               | 4               | 1               | 34              | [ 26 ]      |               |               |               |               |               |               |               |               |
| 2010           | South Africa | First round group – 5th[B] | 4                 | 0               | 0               | 4               | 1               | 38              | [ 27 ]      |               |               |               |               |               |               |               |               |
| 2014           | Brazil | First round group – 3rd[C] | 3                 | 1               | 1               | 1               | 3               | 3               | [ 28 ]      |               |               |               |               |               |               |               |               |
| 2018           | Russia | First round group – 2nd[D] | 3                 | 2               | 0               | 1               | 6               | 4               | [ 29 ]      |               |               |               |               |               |               |               |               |
| 2022           | Qatar | Withdrew                   | Withdrew          | Withdrew        | Withdrew        | Withdrew        | Withdrew        | Withdrew        | Withdrew    | Withdrew      | Withdrew      | Withdrew      | Withdrew      | Withdrew      | Withdrew      | Withdrew      |               |
| 2026           | Canada Mexico United States\|\|colspan=7 data-sort-value="" style="background: var(--background-color-interactive, #ececec); color: var(--color-base, inherit); vertical-align: middle; text-align: center; " class="table-na" \| Did not qualify | First round                | 1                 | 0               | 0               | 1               | 0               | 2               |             |               |               |               |               |               |               |               |               |
| 2030           | Morocco Portugal Spain |                            |                   |                 |                 |                 |                 |                 |             |               |               |               |               |               |               |               |               |
| 2034           | Saudi Arabia |                            |                   |                 |                 |                 |                 |                 |             |               |               |               |               |               |               |               |               |
| Total          | Total | Total                      | 0                 | 0               | 0               | 0               | 0               | 0               | 0/6         | 19            | 3             | 1             | 15            | 11            | 138           | —             |               |

| Vòng chung kết | Vòng chung kết               | Vòng chung kết     | Vòng chung kết    | Vòng chung kết  | Vòng chung kết  | Vòng chung kết  | Vòng chung kết  | Vòng chung kết  |                 | Vòng loại | Vòng loại | Vòng loại | Vòng loại | Vòng loại | Vòng loại | Vòng loại | Vòng loại |
| Năm            | Chủ nhà                      | Kết quả            | ST                | T               | H               | B               | BT              | BB              | Kết quả         | ST        | T         | H         | B         | BT        | BB        | Nguồn     |           |
| -------------- | ---------------------------- | ------------------ | ----------------- | --------------- | --------------- | --------------- | --------------- | --------------- | --------------- | --------- | --------- | --------- | --------- | --------- | --------- | --------- | --------- |
| 1930 đến 1998  | 1930 đến 1998                | Not a FIFA member  | Not a FIFA member |                 |                 |                 |                 |                 |                 |           |           |           |           |           |           |           |           |
| 2002           | Hàn Quốc Nhật Bản            | Did not qualify    | Did not qualify   | Did not qualify | Did not qualify | Did not qualify | Did not qualify | Did not qualify | Vòng 1 - Hạng 5 | 4         | 0         | 0         | 4         | 0         | 57        | [ 30 ]    |           |
| 2006           | Đức                          | Vòng 1 - Hạng 5[A] | 4                 | 0               | 0               | 4               | 1               | 34              | [ 31 ]          |           |           |           |           |           |           |           |           |
| 2010           | Nam Phi                      | Vòng 1 - Hạng 5[B] | 4                 | 0               | 0               | 4               | 1               | 38              | [ 32 ]          |           |           |           |           |           |           |           |           |
| 2014           | Brasil                       | Vòng 1 - Hạng 3[C] | 3                 | 1               | 1               | 1               | 3               | 3               | [ 33 ]          |           |           |           |           |           |           |           |           |
| 2018           | Nga                          | Vòng 1 - Hạng 2[D] | 3                 | 2               | 0               | 1               | 6               | 4               | [ 16 ]          |           |           |           |           |           |           |           |           |
| 2022           | Qatar                        | Withdrew           | Withdrew          | Withdrew        | Withdrew        | Withdrew        | Withdrew        | Withdrew        | Withdrew        | Withdrew  | Withdrew  | Withdrew  | Withdrew  | Withdrew  | Withdrew  | Withdrew  |           |
| 2026           | Canada Mexico Hoa Kỳ         | Did not qualify    | Did not qualify   | Did not qualify | Did not qualify | Did not qualify | Did not qualify | Did not qualify | Vòng 1          | 1         | 0         | 0         | 1         | 0         | 2         |           |           |
| 2030           | Maroc Bồ Đào Nha Tây Ban Nha |                    |                   |                 |                 |                 |                 |                 |                 |           |           |           |           |           |           |           |           |
| 2034           | Ả Rập Xê Út                  |                    |                   |                 |                 |                 |                 |                 |                 |           |           |           |           |           |           |           |           |
| Tổng           | Tổng                         | Tổng               | 0                 | 0               | 0               | 0               | 0               | 0               | 0/6             | 19        | 3         | 1         | 15        | 11        | 138       | —         |           |

Ghi chú
1. ^ A: Vòng loại World Cup 2006 khu vực châu Đại Dương đồng thời là vòng loại Cúp bóng đá châu Đại Dương 2004.
2. ^ B: Giải bóng đá nam tại Đại hội Thể thao Thái Bình Dương 2007 đồng thời là vòng loại giải OFC Nations Cup 2008 và cũng là vòng loại đầu tiên cho World Cup 2010.
3. ^ C: Vòng loại World Cup 2014 khu vực châu Đại Dương đồng thời là vòng loại Cúp bóng đá châu Đại Dương 2012.
4. ^ D: Vòng loại World Cup 2018 khu vực châu Đại Dương đồng thời là vòng loại Cúp bóng đá châu Đại Dương 2016.

## Cúp bóng đá châu Đại Dương
Trước khi trở thành thành viên chính thức của Liên đoàn bóng đá châu Đại Dương (OFC) vào năm 1998, Samoa thuộc Mỹ đã tham gia Cúp Polynesia 1994, vốn là vòng loại dành cho các đội tuyển quốc gia Polynesia nhằm tranh vé dự Cúp bóng đá châu Đại Dương 1996. Đây là lần đầu tiên vùng lãnh thổ này thi đấu để giành suất tham dự giải đấu hàng đầu của OFC dành cho các đội tuyển bóng đá nam quốc gia.
Cúp bóng đá châu Đại Dương thường được xem như một phần của quá trình vòng loại FIFA World Cup dành cho các đội tuyển quốc gia thuộc châu Đại Dương. Do đó, kể từ năm 1998, Samoa thuộc Mỹ đã tham gia vòng loại cho cả hai giải đấu này ở mỗi kỳ, tuy nhiên họ vẫn chưa từng giành quyền tham dự vòng chung kết của bất kỳ giải nào.
| Vòng chung kết | Vòng chung kết   | Vòng chung kết  | Vòng chung kết  | Vòng chung kết  | Vòng chung kết  | Vòng chung kết  | Vòng chung kết  | Vòng chung kết  |               | Vòng loại     | Vòng loại     | Vòng loại     | Vòng loại     | Vòng loại     | Vòng loại     | Vòng loại     | Vòng loại |
| Năm            | Chủ nhà          | Kết quả         | ST              | T               | H               | B               | BT              | BB              | Kết quả       | ST            | T             | H             | B             | BT            | BB            | Nguồn         |           |
| -------------- | ---------------- | --------------- | --------------- | --------------- | --------------- | --------------- | --------------- | --------------- | ------------- | ------------- | ------------- | ------------- | ------------- | ------------- | ------------- | ------------- | --------- |
| 1973           | New Zealand      | Did not enter   | Did not enter   | Did not enter   | Did not enter   | Did not enter   | Did not enter   | Did not enter   | Did not enter | Did not enter | Did not enter | Did not enter | Did not enter | Did not enter | Did not enter | Did not enter |           |
| 1980           | New Caledonia    |                 |                 |                 |                 |                 |                 |                 |               |               |               |               |               |               |               |               |           |
| 1996           | —[E]             | Did not qualify | Did not qualify | Did not qualify | Did not qualify | Did not qualify | Did not qualify | Did not qualify | 4th[F]        | 3             | 0             | 0             | 3             | 3             | 7             | [ 36 ]        |           |
| 1998           | Úc               | 5th [G]         | 4               | 0               | 0               | 4               | 3               | 23              | [ 8 ]         |               |               |               |               |               |               |               |           |
| 2000           | Tahiti           | 5th[H]          | 4               | 0               | 0               | 4               | 2               | 29              | [ 37 ]        |               |               |               |               |               |               |               |           |
| 2002           | New Zealand      | 5th             | 4               | 0               | 0               | 4               | 2               | 29              | [ 38 ]        |               |               |               |               |               |               |               |           |
| 2004           | Australia        | 5th[I]          | 4               | 0               | 0               | 4               | 1               | 34              | [ 31 ]        |               |               |               |               |               |               |               |           |
| 2008           | —[E]             | 5th[J]          | 4               | 0               | 0               | 4               | 1               | 38              | [ 32 ]        |               |               |               |               |               |               |               |           |
| 2012           | Quần đảo Solomon | 3rd[K]          | 3               | 1               | 1               | 1               | 3               | 3               | [ 33 ]        |               |               |               |               |               |               |               |           |
| 2016           | Papua New Guinea | 2nd[L]          | 3               | 2               | 0               | 1               | 6               | 4               | [ 16 ]        |               |               |               |               |               |               |               |           |
| 2024           | Fiji · Vanuatu   | Did not enter   | Did not enter   |                 |                 |                 |                 |                 |               |               |               |               |               |               |               |               |           |
| Tổng           | Tổng             | Tổng            | 0               | 0               | 0               | 0               | 0               | 0               |               | 29            | 3             | 1             | 25            | 21            | 167           | —             |           |

Ghi chú
1. ^ E: Không có nước chủ nhà cố định cho Cúp bóng đá châu Đại Dương năm 1996 và năm 2008.
2. ^ F: Cúp Polynesia năm 1994 đồng thời là vòng loại cho Cúp bóng đá châu Đại Dương năm 1996.
3. ^ G:  Cúp Polynesia năm 1998 đồng thời là vòng loại cho Cúp bóng đá châu Đại Dương năm 1998.
4. ^ H:  Cúp Polynesia năm 2000 đồng thời là vòng loại cho Cúp bóng đá châu Đại Dương năm 2000.
5. ^ I: Vòng loại World Cup khu vực châu Đại Dương năm 2006 đồng thời là vòng loại cho Cúp bóng đá châu Đại Dương năm 2004.
6. ^ J: Giải bóng đá nam tại Đại hội Thể thao Nam Thái Bình Dương năm 2007 đồng thời là vòng loại cho Cúp bóng đá châu Đại Dương năm 2008 và vòng loại đầu tiên cho World Cup FIFA năm 2010.
7. ^ K: Vòng loại World Cup khu vực châu Đại Dương năm 2014 đồng thời là vòng loại cho Cúp bóng đá châu Đại Dương năm 2012.
8. ^ L: Vòng loại World Cup khu vực châu Đại Dương năm 2018 đồng thời là vòng loại cho Cúp bóng đá châu Đại Dương năm 2016.

## Đại hội Thể thao Thái Bình Dương
Samoa thuộc Mỹ lần đầu tiên tham gia Đại hội Thể thao Nam Thái Bình Dương vào năm 1983. Đây là lần đầu tiên đội bóng đại diện cho vùng lãnh thổ này thi đấu môn bóng đá và họ đã giành được một chiến thắng trong ba trận vòng bảng khi đánh bại Wallis và Futuna với tỷ số 3–0 – đây cũng là lần duy nhất Samoa thuộc Mỹ giành chiến thắng trong giải đấu này – tuy nhiên kết quả đó vẫn không đủ để họ đi tiếp vào vòng sau. Samoa thuộc Mỹ tiếp tục tham gia kỳ Đại hội năm 1987 nhưng lại bị loại ngay từ vòng bảng khi thua cả bốn trận đấu.
Phải mất thêm 20 năm nữa họ mới trở lại giải đấu. Kỳ Đại hội năm 2007 là lần cuối được gọi là Đại hội Thể thao Nam Thái Bình Dương trước khi đổi tên thành Đại hội Thể thao Thái Bình Dương vào bốn năm sau, đồng thời cũng là vòng loại cho FIFA World Cup 2010. Trong lần thứ ba tham gia giải, Samoa thuộc Mỹ lại tiếp tục bị loại ngay từ vòng bảng khi thua cả bốn trận đấu. Kết cục tương tự cũng xảy ra với Samoa thuộc Mỹ tại Đại hội Thể thao Thái Bình Dương 2011 khi họ thua cả năm trận và đứng cuối bảng đấu của mình.
Năm 2015, Đại hội Thể thao Thái Bình Dương là một giải đấu giới hạn độ tuổi, đồng thời là vòng loại Olympic nam của OFC, nên đội bóng đại diện Samoa thuộc Mỹ không tham dự. Bốn năm sau, họ trở lại giải đấu và tiếp tục bị loại từ vòng bảng, tuy nhiên, trận hòa 1–1 với Tuvalu đã chấm dứt chuỗi thua kéo dài 32 năm của đội bóng tại giải này.
| Đại hội Thể thao Thái Bình Dương | Đại hội Thể thao Thái Bình Dương | Đại hội Thể thao Thái Bình Dương | Đại hội Thể thao Thái Bình Dương | Đại hội Thể thao Thái Bình Dương | Đại hội Thể thao Thái Bình Dương | Đại hội Thể thao Thái Bình Dương | Đại hội Thể thao Thái Bình Dương | Đại hội Thể thao Thái Bình Dương | Đại hội Thể thao Thái Bình Dương |
| Năm                              | Chủ nhà                          | Kết quả                          | ST                               | T                                | H                                | B                                | BT                               | BB                               | Nguồn                            |
| -------------------------------- | -------------------------------- | -------------------------------- | -------------------------------- | -------------------------------- | -------------------------------- | -------------------------------- | -------------------------------- | -------------------------------- | -------------------------------- |
| 1963 đến 1979                    | 1963 đến 1979                    | Did not enter                    |                                  |                                  |                                  |                                  |                                  |                                  |                                  |
| 1983                             | Tây Samoa                        | Vòng bảng                        | 3                                | 1                                | 0                                | 2                                | 6                                | 6                                | [ 39 ]                           |
| 1987                             | New Caledonia                    | Vòng bảng                        | 4                                | 0                                | 0                                | 4                                | 1                                | 42                               | [ 40 ]                           |
| 1991 đến 2003                    | 1991 đến 2003                    | Did not enter                    |                                  |                                  |                                  |                                  |                                  |                                  |                                  |
| 2007[M]                          | Samoa                            | Vòng bảng                        | 4                                | 0                                | 0                                | 4                                | 1                                | 38                               | [ 41 ]                           |
| 2011                             | New Caledonia                    | Vòng bảng                        | 5                                | 0                                | 0                                | 5                                | 0                                | 26                               | [ 42 ]                           |
| 2015                             | Papua New Guinea                 | Did not enter[N]                 |                                  |                                  |                                  |                                  |                                  |                                  |                                  |
| 2019                             | Samoa                            | Vòng bảng                        | 5                                | 0                                | 1                                | 4                                | 2                                | 36                               | [ 43 ]                           |
| 2023                             | Quần đảo Solomon                 | Vòng bảng                        | 4                                | 0                                | 0                                | 4                                | 2                                | 31                               |                                  |
| Tổng                             | Tổng                             | Tổng                             | 25                               | 1                                | 1                                | 23                               | 12                               | 179                              |                                  |

Ghi chú
1. ^ M: Giải bóng đá nam tại Đại hội Thể thao Nam Thái Bình Dương năm 2007 kiêm luôn vòng loại cho Cúp bóng đá châu Đại Dương 2008 và cũng là vòng loại đầu tiên của FIFA World Cup 2010.
2. ^ N: Giải bóng đá nam tại Đại hội Thể thao Thái Bình Dương năm 2015 có giới hạn độ tuổi và đồng thời cũng là vòng loại Olympic nam của OFC.

## Đội hình
Các cầu thủ sau đã được triệu tập cho Đại hội Thể thao Thái Bình Dương năm 2023.
Số lần ra sân và bàn thắng được cập nhật đến ngày 30 tháng 11 năm 2023, sau trận đấu với đội Tonga.

| Số | VT | Cầu thủ           | Ngày sinh (tuổi)           | Trận | Bàn | Câu lạc bộ         |
| -- | -- | ----------------- | -------------------------- | ---- | --- | ------------------ |
| 1  | TM | Penieli Atu       | 5 tháng 9, 2005            | 3    | 0   | PanSa              |
| 21 | TM | Matthias Logologo | 24 tháng 6, 2002           | 1    | 0   | Pago Youth         |
|    |    |                   |                            |      |     |                    |
| 3  | HV | Austin Kaleopa    | 24 tháng 4, 2001           | 8    | 0   | Utulei Youth       |
| 4  | HV | Poasa Collins     | 12 tháng 1, 2004           | 2    | 0   | Pago Youth         |
| 5  | HV | Leaga Lealuga     |                            | 4    | 1   | Black Roses        |
| 6  | HV | Robert Yarofalir  |                            | 3    | 0   | Green Bay          |
| 8  | HV | Lalofau Fe'a      |                            | 4    | 0   | Pago Youth         |
| 14 | HV | Misiona Fagapulea |                            | 2    | 0   | Ilaoa and To'omata |
| 15 | HV | Pela Scanlan      | 24 tháng 1, 2006           | 3    | 0   | Pago Youth         |
|    |    |                   |                            |      |     |                    |
| 2  | TV | Roy Ledoux        | 26 tháng 6, 2000           | 9    | 0   | Pago Youth         |
| 10 | TV | Tia Silao         |                            | 4    | 1   | Pago Youth         |
| 11 | TV | Billjay Vaitoelau | 13 tháng 4, 2002           | 4    | 1   | Royal Puma         |
| 12 | TV | Kuresa Taga'i     | 4 tháng 8, 2000            | 7    | 0   | Ilaoa and To'omata |
| 13 | TV | Larry Silao       |                            | 2    | 0   | Pago Youth         |
| 16 | TV | Ben Tofaeono      | 18 tháng 3, 2006           | 3    | 0   | Ilaoa and To'omata |
| 17 | TV | Pago Isu          | 13 tháng 11, 2005          | 3    | 0   | Black Roses        |
| 20 | TV | Puni Samuelu      | 16 tháng 8, 1996           | 7    | 0   | Pago Youth         |
|    |    |                   |                            |      |     |                    |
| 7  | TĐ | Petu Pouli        | 18 tháng 12, 2005          | 4    | 0   | Vaiala Tongan      |
| 9  | TĐ | Daniel Lee        | 17 tháng 2, 2007 (16 tuổi) | 3    | 0   | Royal Puma         |
| 18 | TĐ | Tala Fereti       |                            | 4    | 0   | Ilaoa and To'omata |
| 19 | TĐ | Paneta Loke       |                            | 0    | 0   | Lion Heart         |